# Udea confinalis
Udea confinalis là một loài bướm đêm trong họ Crambidae.